# Davis Lejasmeiers
Davis Lejasmeiers (ur. 8 kwietnia 1991 w Windawie) – łotewski koszykarz, występujący na pozycji rzucającego obrońcy, obecnie zawodnik Preny Skycop.
24 maja 2017 został zawodnikiem Miasta Szkła Krosno.

## Osiągnięcia
Stan na 28 maja 2017, na podstawie, o ile nie zaznaczono inaczej.

### Drużynowe
- Mistrz:
  - Ligi Bałtyckiej (2013)
  - Łotwy (2014)
  - Szwecji (2016)
- Wicemistrz
  - Ligi Bałtyckiej (2015)
  - Łotwy (2012, 2013, 2015)
  - Szwecji (2017)
- Uczestnik:
  - Ligi Mistrzów FIBA (2016/2017)
  - FIBA Europe Cup (2015–2017)
  - EuroChallenge (2012–2014)

### Indywidualne
- Zaliczony do:
  - składu honorable mention ligi szwedzkiej (2017)

### Reprezentacja
- Uczestnik mistrzostw Europy U–20 (2011 – 8. miejsce)